# Liverpools universitet
Liverpools universitet (University of Liverpool) är ett statligt universitet i staden Liverpool i Storbritannien. Det grundades 1881.
Universitetet har producerat åtta Nobelprisvinnare genom åren och är det första universitetet i världen att skapa avdelningar för oceanografi, arkitektur och biokemi. Lärosätet har över 20 000 studenter och en årlig budget på över 410 miljoner pund varav 150 miljoner pund är avsatta till forskning. Skolans motto är "These days of peace foster learning".
Lärosätet rankades på 177:e plats i världen i Times Higher Educations ranking av världens främsta lärosäten 2018.